# 西パンジャーブ語
西パンジャーブ語（にしパンジャーブご、西パンジャーブ語: پنجابی）は、インド語派に属する言語である。話者は主にパキスタンのパンジャーブ州に居住する人々である。エスノローグによれば西パンジャーブ語は、ラフンダー語（Lahnda macrolanguage）に分類される。

## 言語名別称
- 西部パンジャーブ語
- 西部パンジャビー語
- 西部パンジャブ語
- 西部パンジャービー語
- ラーンダー語
- ラーンダ語
- ラフンダー語
- Lahanda
- Lahnda
- Lahndi
- Lahori
- Majhi
- Western Punjabi
- Panjabi, Western
- Standard Lahnda